# 나카 코코아
나카 코코아(일본어: 中 心愛 なか ここあ[*], 2003년 3월 17일 ~ )는 일본의 배우이자 무용가이다. 시가현 출신이다.